# Bredhurst
Bredhurst is een civil parish in het bestuurlijke gebied Maidstone, in het Engelse graafschap Kent met 397 inwoners.